# Karl Griesbach
Karl Griesbach (geboren am 25. Juli 1904 in Wien; zu Tode gekommen 1944 oder 1945 im KZ Börgermoor) war ein österreichischer Kommunist und Widerstandskämpfer gegen das NS-Regime. Er wurde wegen „Vorbereitung zum Hochverrat“ von der Gestapo Wien verhaftet, verhört und ins Konzentrationslager deportiert.

## Leben
Karl Griesbach wurde am 31. Dezember 1942 wegen Betätigung für die KPÖ festgenommen und am 7. Mai 1943 wegen „Vorbereitung zum Hochverrat“ zu einer dreijährigen Zuchthausstrafe verurteilt. Die Gestapo Wien begründete seine Verhaftung wie folgt:

„Griesbach hat vom Jahre 1939 bis zu seiner am 10. 2. 1942 erfolgten Einrückung einkassierte Geldbeträge für die KPÖ übernommen und aufbewahrt. Er stand mit Funktionären der KP-Organisation Wien-Meidling in Verbindung, hat an Besprechungen teilgenommen und auch in seiner Wohnung Appelle und Besprechungen abgehalten.“

Er befand sich 1944 im Emslandlager Börgermoor in Papenburg, wo er vermutlich auch ums Leben kam. 1950 wurde er für tot erklärt.
Seine Frau Juliane Griesbach wurde ebenfalls festgenommen und befand sich von Ende 1942 bis zum Untergang des NS-Regimes in Haft.

## Gedenken
Ein Denkmal  und ein Erinnerungsstein erinnern an den Widerstandskämpfer gegen das NS-Regime:

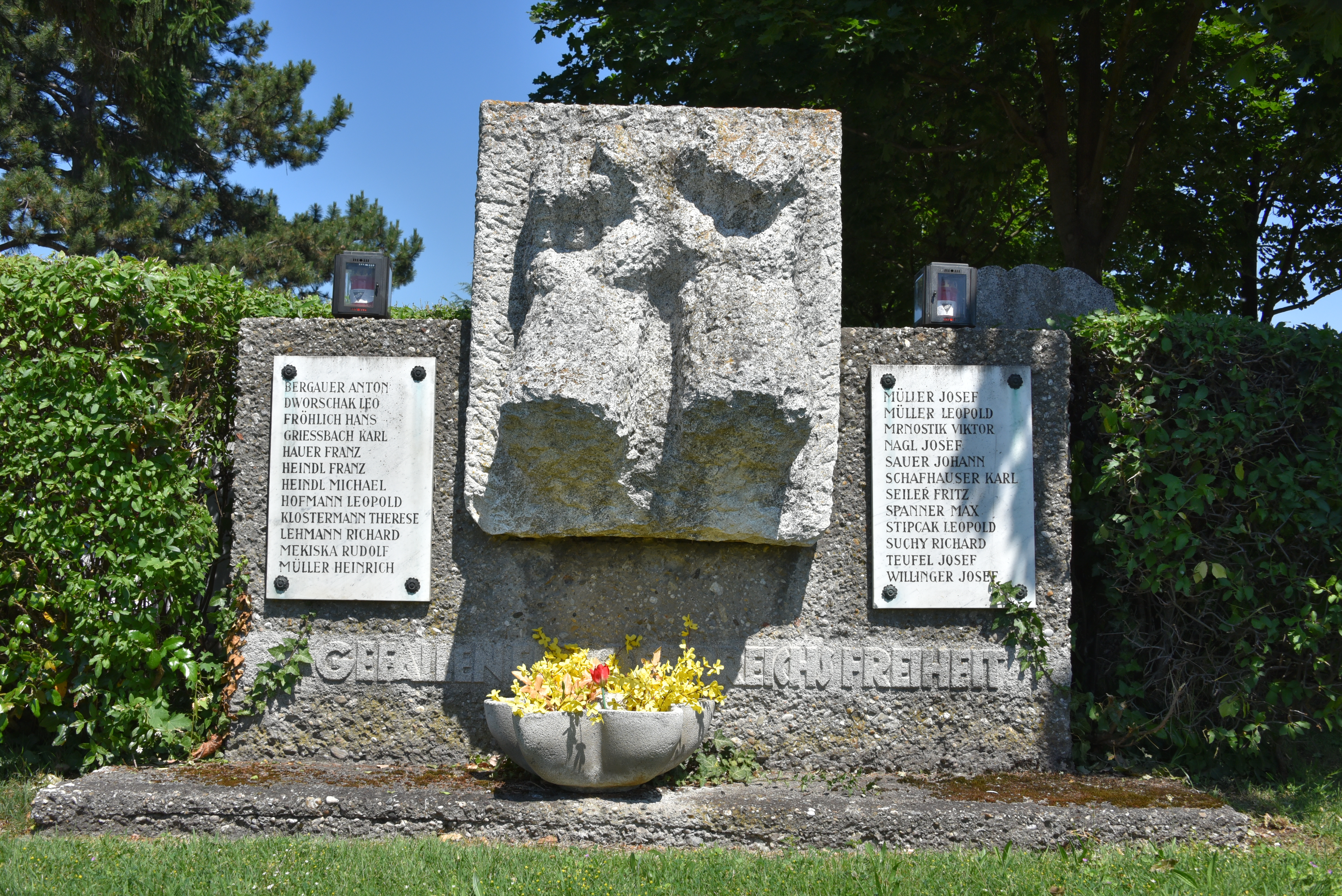
Freiheitskämpferdenkmal am Atzgersdorfer Friedhof, errichtet 1954

- Am 1. November 1954 wurde auf dem Atzgersdorfer Friedhof das Freiheitskämpfer-Denkmal enthüllt, gestaltet vom Bildhauer Franz Pixner. Es erinnert an insgesamt 24 Widerstandskämpfer, die dem Austrofaschismus bzw. dem NS-Regime ihr Leben lassen mussten: Anton Bergauer, Leo Dworschak, Hans Fröhlich, Karl Griesbach, Franz Hauer, Franz und Michael Heindl, Leopold Hofmann, Therese Klostermann, Richard Lehmann, Rudolf Mekiska, Viktor Mrnustik, Heinrich Müller, Josef Müller, Leopold Müller, Josef Nagl, Johann Sauer, Karl Schafhauser, Fritz Seiler, Max Spanner, Leopold Stípčak, Richard Suchy, Johann Teufel und Josef Willinger.[2]
- Im Rahmen der Gedenkveranstaltung anlässlich des Jahrestages der Novemberpogrome 1938 verlegte die Initiative Steine der Erinnerung in Liesing im November 2014 vor seinem letzten Wohnhaus Tagliebergasse 11 in Wien-Atzgersdorf einen Erinnerungsstein für Karl Griesbach.[3]

Sein Name findet sich auch in der Liste Liesinger Opfer des Nationalsozialismus 1938 – 1945 der Initiative Steine der Erinnerung in Liesing.